# 新大丈夫
《新大丈夫》是香港麗的電視在1978年製作的警匪單元電視劇，全劇共28集，監製為麥當雄，由林嘉華、韓義生、亦嘉、盧遠、陳植槐等主演。主題曲沿用《大丈夫》一曲，因其中3集的片源受損，本劇重播版本只有25集。

## 主要演員
- 林嘉華 飾 細路仔
- 韓義生 飾 大舊
- 盧遠 飾 一哥
- 陳植槐 飾 伶王
- 亦嘉 飾 倪欣欣
- 陸柱石 飾 何維佩
- 柳影紅 飾 李雅萍
- 羅祖華 飾 CID
- 羅國輝 飾 CID
- 林國華 飾 CID
- 陳偉匡 飾 CID
- 陳狄克 飾 貓屎強
- 王書怡 飾 王小敏
- 黃植森 飾 梁權
- 汪偉 飾 陳子強
- 關偉倫 飾 陳志鵬
- 徐少強 飾 高飛
- 鄭丹瑞 飾 阿旦
- 朱德惠 飾 得明
- 梁漢威 飾 李江
- 禤素霞 飾 黃素娟
- 鍾叮噹 飾 謝小玉
- 陳曼娜 飾 蘇珊
- 林國雄 飾 星仔
- 熊德誠 飾 趙牧師
- 陳維英 飾 阿珍
- 小麒麟 飾 阿成
- 凌文海 飾 阿發

## 各集標題
| 集數 | 名稱        | 編劇     | 編導     |
| ---- | ----------- | -------- | -------- |
| 1    | 靠害        | 劉煜光   | 司徒立光 |
| 2    | 色魔        | 司徒卓漢 | 賴水清   |
| 3    | 職業學生    | 方令正   | 查傳誼   |
| 4    | 結局        | 方令正   | 司徒立光 |
| 5    | 綫人        | 麥石麟   | 查傳誼   |
| 6    | 籠裏雞      | 方令正   | 劉嘉豪   |
| 7    | 第四槍      | 司徒卓漢 | 劉嘉豪   |
| 8    | 玩火 (上集) | 方令正   | 黎大煒   |
| 9    | 玩火 (下集) | 方令正   | 黎大煒   |
| 10   | 燕梳        | 方令正   | 李兆華   |
| 11   | 油瓶仔      | 劉美美   | 李兆華   |
| 12   | 武師        | 司徒卓漢 | 劉嘉豪   |
| 13   | 案底        | 方令正   | 賴水清   |
| 14   | 無牌醫生    | 田 韋    | 司徒立光 |
| 15   | 新發彩      | 張錦滿   | 查傳誼   |
| 16   | 新丁        | 王啟基   | 賴水清   |
| 17   | 捉蟲        | 司徒卓漢 | 黎大煒   |
| 18   | 擋箭牌      | 方令正   | 賴水清   |
| 19   | 報復        | 王啟基   | 李兆華   |
| 20   | 歸期        | 黃鈺賢   | 李兆華   |
| 21   | 師姐        | 方令正   | 劉嘉豪   |
| 22   | 天堂        | 司徒卓漢 | 黎大煒   |
| 23   | 團圓        | 王啟基   | 司徒立光 |
| 24   | 出城        | 司徒卓漢 | 劉嘉豪   |
| 25   | 亞誠        | 司徒卓漢 | 黎大煒   |